# Torino Esposizioni
Torino Esposizioni – hala wystawiennicza zlokalizowana w południowej części miejskiego parku Parco del Valentino, w Turynie, we Włoszech. Obiekt został zaprojektowany przez Piera Luigiego Nerviego w 1949 roku.
Obiekt podczas Zimowych Igrzysk Olimpijskich w 2006 roku gościł uczestników zawodów w hokeju na lodzie. Odbyło się tutaj 17 z 38 spotkań turnieju męskiego i 10 z 20 turnieju żeńskiego. Trybuny mieściły wówczas 4320 widzów. Po zakończeniu olimpijskich zmagań arena przestała pełnić funkcję lodowiska.